# NGC 1931
NGC 1931 је расејано звездано јато у сазвежђу Кочијаш које се налази на NGC листи објеката дубоког неба.
Деклинација објекта је + 34° 14' 42" а ректасцензија 5h 31m 25,7s. Привидна величина (магнитуда) објекта NGC 1931 износи 10,1. NGC 1931 је још познат и под ознакама OCL 441, LBN 810.